# Магдаловый красный

Магдаловый красный

Магдаловый красный — синтетический диазиновый краситель, представляющий из себя смесь моноамино- и диаминонафтилиафтазониевых солей. Имеет вид тёмного коричневого или чёрного порошка, плохо растворимого в воде. Применяется в текстильной промышленности для окраски шёлка, а также в микроскопии и фотографии.
Синонимы: нафталиновый красный, magdala red, Magdalarot, naphtalene red, naphtalene pink, Naphtalinrot, naphthylamine pink, sudan red, Sudanrot, C.I. 50375.
Название магдаловый красный (Magdala red) было придумано его изобретателем фон Шендль (Von C[arl] SCHIENDL) из Вены в 1868 г. (Schultz 1882) после его открытия в 1867 г. (Wagner 1872). Название связано с битвой при Мэкдэле, в которой в апреле 1868 г. Британские и абиссинские войска в Магдале, затем столице Абиссинии (ныне Амба Мариам в Эфиопии).
Британцы много натворили: они разграбили большое количество сокровищ и религиозных предметов, а затем сожгли город до тла. По возвращении в Англию лидер кампании, генерал-лейтенант Непер, был облагорожен королевой Викторией и стал бароном Нейпиром Магдала. Ранее краситель пурпурный был назван в честь место битвы во второй войне Независимость Италии 4 июня 1859 г. (Кукси и Дронсфилд 2009).
Совершенно другой краситель, флоксин, тетрабромтетрахлор-флуоресцеин, много лет также продавался под именем Магдала красный, что вызвало много путаницы(Конн, 1953).
Совсем недавно 4-(1-нафтилазо)-1-нафтиламина гидрохлорид также называли  Красный Магдала (Сюй и Хань, 2006 г.).
https://pubchem.ncbi.nlm.nih.gov/compound/Magdala-red#section=ChEMBL-Target-Tree

## Свойства
Порошок коричневого или чёрного цвета. Растворим в спирте, ацетоне, уксусной кислоте, плохо растворим в горячей воде, нерастворим в эфире. Спиртовой раствор обладает флуоресценцией красным; водный раствор окрашен в красный цвет.
Представляет собой смесь 5,9-(нафтил-1)-дибенз[a, j] феназония, хлористого и 5-амино-7-(нафтил-1)-дибенз[a, j] феназония хлористого.

## Получение
Получают путём конденсации 1-аминоазонафталина с ацетатом или гидрохлоридом 1-нафтиламина при сплавлении при температуре 140—150 °C. Для очистки промежуточный продукт подвергают перекристаллизации из уксусной кислоты и этилового спирта.

## Применение
Применяется как краситель по шёлку, окрашивая его в розовые оттенки.
В микроскопии используется как флуоресцентный краситель, например как дополнительный краситель для контрастирования в флуоресцентной микроскопии, также входит в состав красителя Грейфсвальдера.
В фотографии применялся как оптический сенсибилизатор.
1%-й спиртовой раствор магдалового красного является хорошим контрастирующим красителем для анилинового синего. Время, необходимое для окрашивания, от нескольких секунд до 30 мин 